# Kasim Hoàng Vũ
Nguyễn Đức Hoàng Vũ (sinh ngày 11 tháng 10 năm 1980), thường được biết đến với nghệ danh Kasim Hoàng Vũ, là nam ca sĩ nhạc rock Việt Nam trong thập niên 2000. Anh từng đạt thứ hạng cao trong các cuộc thi Sao Mai từ 1997 đến 2004.

## Tiểu sử
Nguyễn Đức Hoàng Vũ sinh ngày 11 tháng 10 năm 1980 tại Đà Nẵng. Mẹ anh là ca sĩ Bích Phương từng được mệnh danh là "Nữ hoàng nhạc Rock" thập niên 1980, còn bố anh là một người Ai Cập. Cả hai người đã chia tay nhau khi anh khoảng 10 tuổi, dù vậy Hoàng Vũ đã sớm được tiếp xúc với âm nhạc.

## Sự nghiệp
Từ năm 10 tuổi, khi bà Bích Phương còn là ca sĩ của Đoàn Ca múa nhạc Quảng Nam - Đà Nẵng, Hoàng Vũ đã bắt đầu trở thành "ca sĩ" của đoàn. Anh từng phụ trách ban văn nghệ học sinh trường Trung học phổ thông Trần Phú - Đà Nẵng. Anh bắt đầu sự nghiệp với loạt giải thưởng từ các cuộc thi âm nhạc như Huy chương vàng Liên hoan tiếng hát miền Trung và Tây Nguyên năm 1996 và 1998, giải nhất Liên hoan Tiếng hát truyền hình Hà Nội 1998, giải ba Liên hoan Tiếng hát truyền hình toàn quốc 1999. Hoàng Vũ trúng tuyển vào Cao đẳng Nghệ thuật Quân đội năm 1998 và tốt nghiệp năm 2002. Khi anh thi đầu vào thì bà Bích Phương bị tai nạn phải cấp cứu, anh ra Hà Nội dự thi vào buổi sáng với ca khúc Sói con ngơ ngác của Trần Tiến, ngay khi thi xong anh bay về Đà Nẵng chăm sóc mẹ. Năm 1999, Hoàng Vũ từng lập ban nhạc BTN (Bắc Trung Nam) chuyên thể loại heavy metal tại Hà Nội, ban nhạc thường thể hiện các ca khúc của Tuấn Khanh và Nguyễn Cường. Với giọng nam trung, ban đầu khán giả dễ ngộ nhận anh là người Tây Nguyên vì Hoàng Vũ thường thể hiện các ca khúc đặc trưng của âm nhạc khu vực này trong các cuộc thi.
Hoàng Vũ vào Nam, bắt đầu ca hát chuyên nghiệp từ năm 2002, anh góp mặt trong các chương trình của Làn Sóng Xanh với mẹ anh đóng vai trò người quản lý. Năm 2003, anh được phòng thu Hoàng Tuấn mời tham một số album của họ, cùng năm này Hoàng Vũ tự phát hành album đầu tay "Vì yêu".
Năm 2004, Hoàng Vũ tham gia cuộc thi Sao Mai điểm hẹn và dành giải Ca sĩ được yêu thích nhất do khán giả bình chọn, thứ hạng tương đương với Quán quân của giải là Tùng Dương. Trong cuộc thi, ngoài ca khúc Đi tìm lời ru nữ thần mặt trời, những ca khúc dự thi còn lại đều là lần đầu tiên Hoàng Vũ thể hiện. Dù chiến thắng nhờ thể loại rock nhưng để có được danh tiếng sau này Vũ đã phải thay đổi qua nhiều thể loại khác. Sau cuộc thi, với nghệ danh Kasim Hoàng Vũ, anh được khán giả biết đến nhiều hơn và sau đó chuyển hẳn vào Nam để phát triển sự nghiệp và ký hợp đồng độc quyền với nhạc sĩ Quốc Bảo trong ba năm, anh sau đó phát hành loạt album Vì Đâu, Vì Sao và Vì Em.
Năm 2007, Hoàng Vũ sản xuất 2 MV dành cho kênh MTV trong thời gian quay quảng cáo cho hãng Pepsi tại Thái Lan. Trong đó một bài hát anh kết hợp với ban nhạc Kai Jos Brother và bài hát Mặt trời bên kia do nhạc sĩ Lê Quang sáng tác.
Trong Festival kỷ niệm Làn sóng xanh 20 năm 2018, Hoàng Vũ được trao giải Ca sĩ cống hiến.
Ngoài ca hát, Hoàng Vũ còn thử sức với điện ảnh qua các phim: Ván cờ tình yêu và Chết lúc nửa đêm. anh từng là một trong những Đại sứ thương hiệu của hãng Pepsi tại Việt Nam từ 2004 đến 2009.

## Đời tư
Trong những năm đầu sự nghiệp, Hoàng Vũ từng có hai cuộc tình với Thuỳ Vân của nhóm Tik Tik Tak và ca sĩ Nghi Văn. Sau này, anh bí mật kết hôn với Natalie Nguyen - một Việt kiều và là chủ một tiệm làm đẹp. Họ hiện có hai người con, gia đình anh mở một nhà hàng và sinh sống tại thành phố Houston, tiểu bang Texas, Mỹ.
Tháng 7 năm 2023, anh cho biết mình bị viêm khớp xương hàm, phải trải qua ca mổ khớp xương hàm và cổ khiến gương mặt lệch, một phần cằm biến dạng. Tháng 8 năm 2024, Hoàng Vũ phải nhập viện sau một buổi biểu diễn do các nghệ sĩ tổ chức gây quỹ giúp anh chữa bệnh, anh bị đồn thổi là đã qua đời, song nam ca sĩ nhanh chóng đính chính thông tin. Anh cho biết đang chuẩn bị cho một cuộc phẫu thuật ghép xương hàm vào cuối năm 2024.

## Giải thưởng
| Năm  | Chương trình / Cuộc thi                                        | Kết quả                  | Ghi chú                                    | Nguồn         |
| ---- | -------------------------------------------------------------- | ------------------------ | ------------------------------------------ | ------------- |
| 1996 | Liên hoan tiếng hát miền Trung và Tây Nguyên                   | Huy chương vàng          | Lần 1                                      | [ 24 ]        |
| 1998 | Liên hoan tiếng hát miền Trung và Tây Nguyên                   | Huy chương vàng          | Lần 2                                      | [ 24 ]        |
| 1998 | Liên hoan tiếng hát truyền hình Hà Nội                         | Giải nhất                |                                            | [ 24 ]        |
| 1998 | Cuộc thi viết nhạc của trường Cao đẳng Nghệ thuật Quân đội     | Giải nhì                 | Ca khúc: Ký ức mái trường                  | [ 25 ]        |
| 1998 | Tiếng hát các trường nghệ thuật chuyên nghiệp toàn quốc        | Giải xuất sắc            | Lần 1                                      | [ 24 ]        |
| 1999 | Liên hoan tiếng hát truyền hình toàn quốc                      | Giải 3                   |                                            | [ 24 ]        |
| 1999 | Liên hoan Tiếng hát Sinh viên học sinh chuyên nghiệp toàn quốc | Huy chương vàng          |                                            | [ 24 ]        |
| 2000 | Tiếng hát các trường nghệ thuật chuyên nghiệp toàn quốc        | Giải xuất sắc            | Lần 2                                      | [ 24 ]        |
| 2003 | VTV – Bài hát tôi yêu (Video clip xuất sắc nhất)               | Đoạt giải                | MV: Sói con ngơ ngác                       | [ 24 ]        |
| 2004 | Sao Mai điểm hẹn                                               | Đoạt giải                | Ca sĩ được yêu thích do Khán giả bình chọn | [ 24 ]        |
| 2004 | Giải thưởng Làn Sóng Xanh 2004                                 | Đoạt giải                | Ca sĩ triển vọng                           | [ 24 ]        |
| 2007 | Giải Mai Vàng 2006                                             | Đề cử                    | Nam ca sĩ nhạc nhẹ                         | [ 26 ]        |
| 2007 | Album vàng tháng 1-2007 (Top 5)                                | Đoạt giải                | album Mặt trời bên kia                     | [ 27 ] [ 28 ] |
| 2007 | Album vàng của năm                                             | Album có ý tưởng âm nhạc | album Vol.3 Vì sao                         | [ 29 ]        |
| 2018 | Festival kỷ niệm Làn sóng xanh 20 năm                          | Đoạt giải                | Ca sĩ cống hiến                            | [ 18 ]        |

## Tác phẩm

### Albums
| Năm  | Tựa đề                      | Ghi chú |
| ---- | --------------------------- | ------- |
| 2003 | Vì yêu                      | Vol.1   |
| 2004 | Vì đâu                      | Vol.2   |
| 2006 | Vì sao                      | Vol.3   |
| 2006 | Mặt Trời bên kia            | Vol.4   |
| 2005 | Nỗi nhớ                     |         |
| 2008 | Vì em                       | [ 30 ]  |
| 2009 | Đời lang thang rất buồn     | Vol.6   |
| 2012 | Bài cuối cho người tình     |         |
| 2013 | Gọi nhau về                 |         |
| 2017 | Đợi em đợi đến hoa cũng tàn | DVD     |
| 2017 | Bài ca tình nhớ             | CD      |
| 2018 | Tiếng chuông ngân           |         |

### Sự kiện
2012 - Âm Nhạc Bước Nhảy tháng 5: Vì Yêu (mini show)

### Phim
- 2007: Ván cờ tình yêu (35 tập) - vai Quốc[31]
- 2008: Chết lúc nửa đêm (phim ngắn) - vai "X"[32]
- 2008: Trò chơi diệt vong (phim video)[33]
- 2009: Sát Thủ[34]
- 2009: Yêu và hận (20 tập) [19][35]
- 2009: Hạnh phúc (phim nhựa)[36]
- 2010: Một dành cho em (32 tập) - vai Tông
- 2010: Xúc xắc mùa Thu (35 tập)[37]

### Góp mặt
- 2008: Giấc mơ điện ảnh - VTV9 - dẫn chương trình[35]
- 2011: Chiếc nón kỳ diệu: số đặc biệt kỷ niệm 10 năm ngày phát sóng - VTV3 - với vai trò người chơi đặc biệt.[38]
- 2017: Hát câu chuyện tình (tập 7) - với vai trò khách mời.
- 2019: Chuyện của sao - VTV9 - với vai trò khách mời.[39]